# شونسوکه نیشیکاوا
شونسوکه نیشیکاوا (انگلیسی: Shunsuke Nishikawa؛ زادهٔ ۴ آوریل ۱۹۹۴) بازیگر اهل ژاپن است. وی از سال ۲۰۱۵ میلادی تاکنون مشغول فعالیت بوده‌است.